# Конкакафов шампионат у фудбалу за жене 2022. финале
Финале Конкакафовог шампионата у фудбалу за жене 2022. је била фудбалска утакмица одиграна 18. јула 2022. Утакмица је била између женских репрезентација Канаде и Сједињених Држава. Утакмица је одредила победника првенства Конкакафовог шампионата у фудбалу за жене 2022. на стадиону ББВА у Гвадалупеу, Мексико. Било је то 11. финале шампионата Конкакафовог првенства за жене, четворогодишњег турнира који се састоји од женских репрезентација из Конкакафа како би се одредила најбоља женска фудбалска земља у Северној Америци, Централној Америци и Карибима.
Обе земље су се већ квалификовале за Светско првенство у фудбалу за жене 2023. Победник се квалификовао за Летње олимпијске игре 2024. и Златни куп Конкакафа 2024., док ће другопласирана репрезентација играти са трећепласираном екипом у једној утакмици плеј-офа за оба турнира.

## Позадина
Финале је био 34. сусрет између ове две репрезентације, при чему су Сједињене Државе водиле у серији свих времена против Канаде 27–6–1. Међутим, једини пораз Сједињених Држава од Канаде произашао је из најновијег резултата, пораза од 1 : 0 у полуфиналу Летњих олимпијских игара 2020. године. Сједињене Државе су такође историјски најуспешнији тим у шампионату Конкакафа за жене, пошто су освојиле 8 од 10 претходних шампионата, док је Канада добила друга два шампионата.

## Пут до финала
| Pos | Тим              | О | Бод. |
| --- | ---------------- | - | ---- |
| 1   | Сједињене Државе | 3 | 9    |
| 2   | Јамајка          | 3 | 6    |
| 3   | Хаити            | 3 | 3    |
| 4   | Мексико          | 3 | 0    |

|  | Полуфинале                                   | Полуфинале |                                   |   | Финале | Финале |
|  |                                              |            |                                   |   |        |        |
|  | 14. јул – Стадион Университарио, Сан Николас |            |                                   |   |        |        |
|  |                                              |            |                                   |   |        |        |
|  | Сједињене Државе                             | 3          |                                   |   |        |        |
|  | Сједињене Државе                             | 3          | 18. јул – Стадион ББВА, Гвадалупе |   |        |        |
|  | Костарика                                    | 0          |                                   |   |        |        |
|  | Костарика                                    | 0          | Сједињене Државе                  | 1 |        |        |
|  | 14. јул – Стадион Университарио, Сан Николас |            | Сједињене Државе                  | 1 |        |        |
|  |                                              | Канада     | 0                                 |   |        |        |
|  | Канада                                       | Канада     | 0                                 | 3 |        |        |
|  | Канада                                       |            |                                   | 3 |        |        |
|  | Јамајка                                      | 0          |                                   |   |        |        |
|  | Јамајка                                      | 0          | Утакмица за треће место           |   |        |        |
|  |                                              |            |                                   |   |        |        |
|  | 18. јул – Стадион ББВА, Гвадалупе            |            |                                   |   |        |        |
|  |                                              |            |                                   |   |        |        |
|  | Костарика                                    | 0          |                                   |   |        |        |
|  | Костарика                                    | 0          |                                   |   |        |        |
|  | Јамајка (п. с. н.)                           | 1          |                                   |   |        |        |

| Pos | Тим               | О | Бод. |
| --- | ----------------- | - | ---- |
| 1   | Канада            | 3 | 9    |
| 2   | Костарика         | 3 | 6    |
| 3   | Панама            | 3 | 3    |
| 4   | Тринидад и Тобаго | 3 | 0    |

|  | Полуфинале                                   | Полуфинале |                                   |   | Финале | Финале |
|  |                                              |            |                                   |   |        |        |
|  | 14. јул – Стадион Университарио, Сан Николас |            |                                   |   |        |        |
|  |                                              |            |                                   |   |        |        |
|  | Сједињене Државе                             | 3          |                                   |   |        |        |
|  | Сједињене Државе                             | 3          | 18. јул – Стадион ББВА, Гвадалупе |   |        |        |
|  | Костарика                                    | 0          |                                   |   |        |        |
|  | Костарика                                    | 0          | Сједињене Државе                  | 1 |        |        |
|  | 14. јул – Стадион Университарио, Сан Николас |            | Сједињене Државе                  | 1 |        |        |
|  |                                              | Канада     | 0                                 |   |        |        |
|  | Канада                                       | Канада     | 0                                 | 3 |        |        |
|  | Канада                                       |            |                                   | 3 |        |        |
|  | Јамајка                                      | 0          |                                   |   |        |        |
|  | Јамајка                                      | 0          | Утакмица за треће место           |   |        |        |
|  |                                              |            |                                   |   |        |        |
|  | 18. јул – Стадион ББВА, Гвадалупе            |            |                                   |   |        |        |
|  |                                              |            |                                   |   |        |        |
|  | Костарика                                    | 0          |                                   |   |        |        |
|  | Костарика                                    | 0          |                                   |   |        |        |
|  | Јамајка (п. с. н.)                           | 1          |                                   |   |        |        |

### Сједињене Државе
Сједињене Државе су се аутоматски квалификовала за Конкакафов шампионат пошто је репрезентација била рангирана на прва две позиције на ФИФА светској ранг листи за жене које су омогућавале аутоматску квалификацију. Американке су стављене у групу А заједно са Хаитијем, Јамајком и домаћином Мексиком. Тимом је руководио Влатко Андоновски, који је водио тим до бронзане медаље на Летњим олимпијским играма 2020. године. Сједињене Државе су почеле свој низ утакмицом против Хаитија, за који су многи стручњаци предвиђали да ће бити лака утакмица у корист САД. Међутим, након два гола коју је постигла Алекс Морган до 23. минута, САД су се мучиле да погоде гол, прецизност удараца на гол је пала на 29%. Међутим, њихова победа од 3 : 0 ће ускоро бити потврђена пошто је Хаити направио изненађење против Мексика у победивши са 3 : 0.
Сједињене Државе су победиле Јамајку резултатом 5 : 0, чиме су обезбедиле своје место у нокаут фази и на Светском првенству за жене 2023. године. Утакмица је почела са два гола Софије Смит у 5. и 8. минуту, а крајњи резултат је остварен головома у 2. полувремену уз помоћ Роуз Лавел, Кристи Мјуис и Тринити Родман. У последњем мечу Групе А, Сједињене Државе су играле против Мексика, који је био лошији у односу на њихов предвиђени пласман на турниру. Међутим, Мексико је водио дефанзивну борбу против Сједињених Држава, пошто су примили само један гол у 89. минуту од Кристија Мјуиса. Сједињене Државе би завршиле групну фазу првим местом у групи А.
Сједињене Државе су у полуфиналу играле против вицешампиона Групе Б Костарике. Сједињене Америчке Државе су почеле спорим стартом, пошто је први гол постигао тек када је Емили Сонет постигла погодак у 34. минуту. Утакмица је настављена истим темпом како се и прво полувреме ближило крају, пошто је следећи гол постигла Мелори Пју у 45+4. минуту. Утакмица је завршена  голом из контранапада Ешли Санчез у 90+5. минуту. Иако се Костарика добро бранила Сједињене Државе, практично нису имале гол шансе, пошто је био само један ударац према голу а који и није ишао на сам голу.

### Канада
Канада се аутоматски квалификовала за Конкакафов шампионат пошто је била рангирана у прва две позиције на ФИФА светској ранг листи за жене, које су омогућавале аутоматску квалификацију. Канађанке су стављене у Групу Б заједно са Костариком, Панамом и Тринидадом и Тобагом. Селектор је била Бев Пристман, која је са репрезентацијом освојила златну медаљу на Летњим олимпијским играма 2020. Канада је започела свој низ утакмицом против Тринидада и Тобага, која се завршила победом од 6 : 0 против „Тринбагонки”. Канађанкама је требало мало да се прилагоде мечу, пошто је Кристин Синклер дала само један гол у првом полувремену. Међутим, Канада је поправила скор у другом полувремену са пет голова и имала тринаест удараца у гол.
Канада је започела свој следећи меч групне фазе против Панаме, што је довело до минималне победе од 1 : 0, мада су стручњаци предвидели још голова са канадске стране. Највећи допринос овом резултату је био панамски голман Јенит Бејли која је имао пет одбрана, а Џулиа Гросо је постигла гол у 64. минуту као једини пут када је панамски голман био савладан. Ипак, Канада је обезбедила своје место у нокаут фази и ФИФА Светском првенству за жене 2023. након овог меча. Последњи меч групне фазе био је против Костарике, који је завршен солидном одбрамбеном победом од 2 : 0. Два од три ударца у мету завршила су головима уз помоћ Џеси Флеминг у 5. и Софи Шмит у 69. минуту. Канада је завршила групну фазу на првом месту у групи Б.
У полуфиналу Канада је играла против другопласиране Јамајке у групи А. Канада је обезбедила наступ у финалу против Сједињених Држава победом од 3 : 0 против репрезентације Јамајке. Победа Канаде остварена је преко гола ударцем Џеси Флеминг главом у 18. минуту, затим гола Алише Чепмен на асистенцију Адријане Леон у 64. минуту и поготка саме Леон у 76. минуту. Слично као у дефанзивном наступу Костарике против Сједињених Држава, Јамајка је имала мало напада на гол Канаде. На целој утакмици био само један ударац јамајчанки, а и он је отишао поред гола.

## Стадион
Финале је одиграно на стадиону ББВА, стадиону са 51.000 места у предграђу Монтереја Гвадалупе у Мексику. Стадион, који је отворен 2015. године, има терен који се углавном користи за фудбалске утакмице, једини закупац за женски спорт је Ф.К. Монтереј, који је члан Лига МКС такмичења. Место одржавања је изабрано за финале уместо стадиона Университарио, због тога што је стадион ББВА био доста модернији.] Међународне фудбалске активности ван пријатељских утакмица никада се нису дешавале пре првенства Конкакафовог шампионата 2022. Међутим, стадион је једно од три званична места за одигравање утакмица на Светском првенству у фудбалу за мушкарце 2026. године које се одржава у Мексику.

## Утакмица
| Сједињене Државе          | 1 : 0                               | Канада |
| ------------------------- | ----------------------------------- | ------ |
| - Алекс Морган 78’ (пен.) | Извештај (ФИФА) Извештај (Конкакаф) |        |

| Сједињене Државе | Канада |

| Формација: 4–3–3  |    |                |       |
| Гол               | 1  | Алиса Нејхер   |       |
| ЛБ                | 8  | Софија Херта   |       |
| ЦБ                | 3  | Алана Кук      |       |
| СР                | 4  | Беки Сауербран |       |
| ДБ                | 19 | Емили Фокс     |       |
| СР                | 16 | Роуз Лавел     | 90+2’ |
| СР                | 10 | Линдзи Хоран   | 41’   |
| СР                | 17 | Енди Саливан   |       |
| ДК                | 9  | Мелори Пју     | 89’   |
| ЦФ                | 13 | Алекс Морган   | 89’   |
| ЛК                | 11 | Софија Смит    | 89’   |
| Substitutions:    |    |                |       |
| Одб               | 12 | Наоми Гирма    | 89’   |
| Нап               | 6  | Тринити Родман | 89’   |
| Нап               | 23 | Маргарет Пурс  | 89’   |
| Сре               | 20 | Тејлор Корнек  | 90+2’ |
| Селектор:         |    |                |       |
| Влатко Андоновски |    |                |       |

| Формација: 4–3–3 |    |                 |         |
| Гол              | 1  | Кајлен Шеридан  |         |
| ЛБ               | 8  | Џејд Ривиер     | 61’     |
| ЦХ               | 3  | Кадиша Буканан  |         |
| ЦБ               | 14 | Ванеса Гилс     |         |
| ДБ               | 10 | Ешли Лоренц     |         |
| Сре              | 11 | Дезире Скот     |         |
| Сре              | 5  | Квин            | 57’     |
| Сре              | 17 | Џеси Флеминг    |         |
| ДК               | 16 | Џанин Беки      |         |
| ЦФ               | 12 | Кристин Синклер | 46’ 68’ |
| ЛК               | 15 | Ничел Принс     | 68’     |
| Замене:          |    |                 |         |
| Сре              | 7  | Џулија Гросо    | 57’     |
| Одб              | 2  | Алиша Чапман    | 61’     |
| Нап              | 9  | Џордин Хјуитема | 68’     |
| Нап              | 19 | Адриана Леон    | 68’     |
| Селектор:        |    |                 |         |
| Бев Пристман     |    |                 |         |